# Roye (Somme)
Roye (in piccardo Roé) è un comune francese di 6 273 abitanti situato nel dipartimento della Somme nella regione dell'Alta Francia.
Nel territorio del comune scorre l'Avre, affluente della Somme.

## Società

### Evoluzione demografica
Abitanti censiti